# Diocesi di Mariana

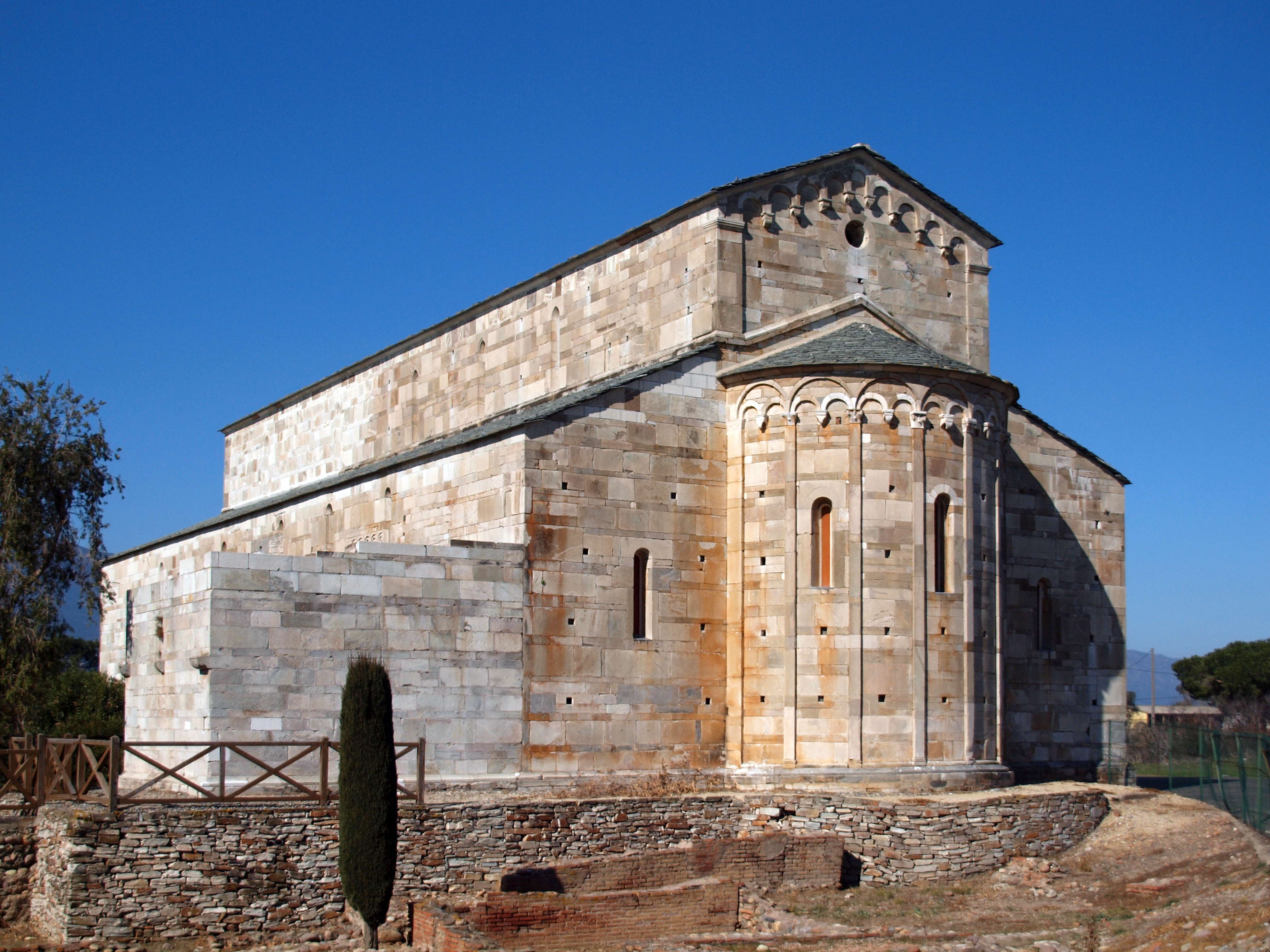
La cattedrale vista dall'abside.

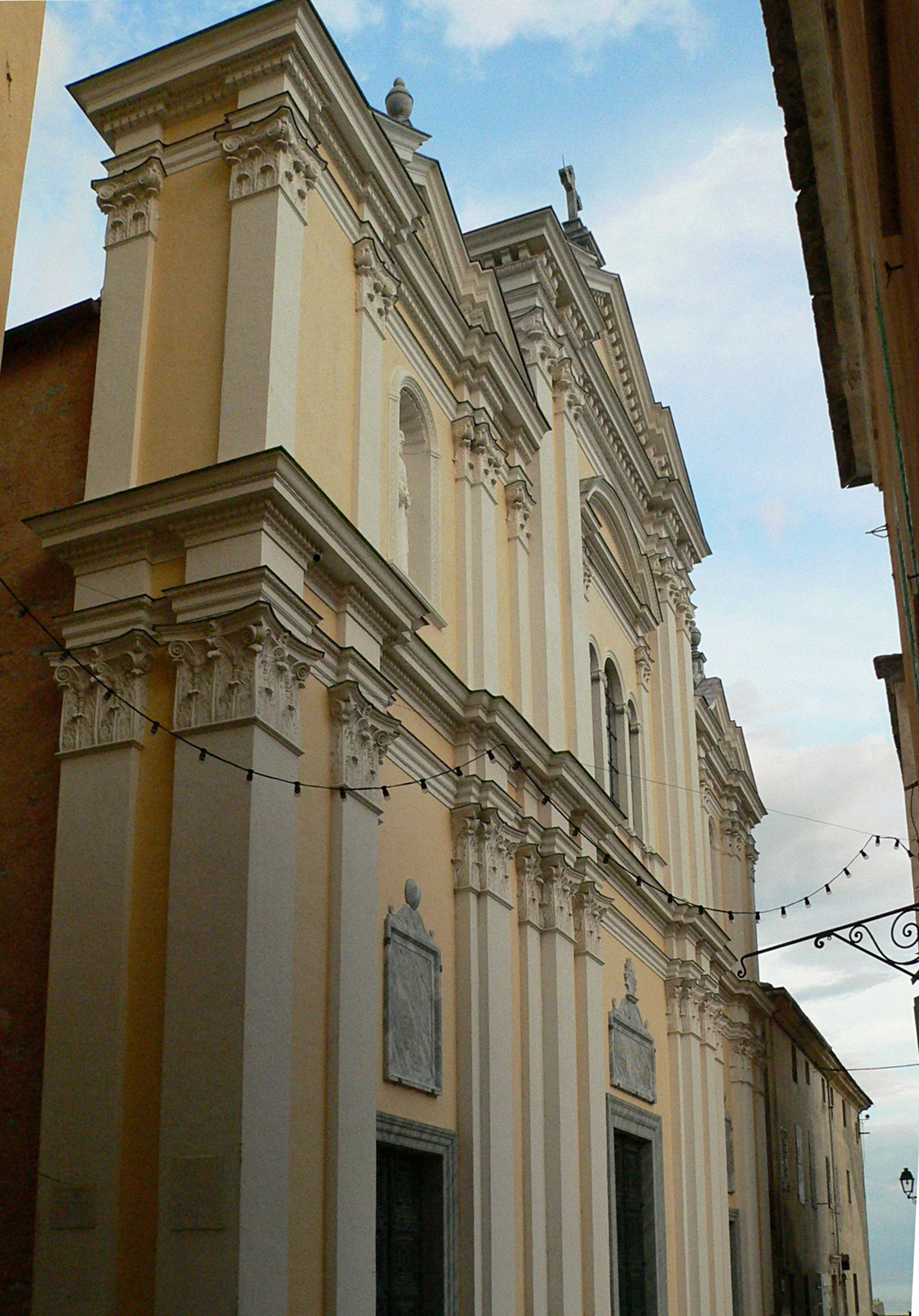
La procattedrale di Santa Maria Assunta di Bastia.

La diocesi di Mariana (in latino Dioecesis Marianensis in Insula Corsica) è una sede soppressa e sede titolare della Chiesa cattolica.

## Territorio
La diocesi si estendeva nella parte settentrionale della Corsica. L'originaria sede episcopale, Mariana, dove si trovava la cattedrale dedicata alla Beata Vergine Maria, fu definitivamente abbandonata dai vescovi nel 1440. Essi dapprima fissarono la loro sede a Corticato, in località Belfiorito, che ha dato origine all'attuale borgo di Vescovato. Dal 1570 sede vescovile divenne la città di Bastia, dove si trova la procattedrale di Santa Maria Assunta.
In origine la diocesi comprendeva 17 pievi, che divennero 19 dopo l'unione della diocesi di Accia: Bastia, Capo Corso, Luri, Brando, Lota, Orto, Mariana, Bigorno, Caccia, Casinca, Tavagna, Moriani, Ostricone, Tuuani, Sant'Andrea, Giussani, Casaconi, Ampugnani e Rostino.
Nel 1683 e nel 1747 il territorio era suddiviso in 18 parrocchie.

## Storia
Secondo la tradizione, a Mariana avrebbe subito il martirio santa Devota, oggi patrona della Corsica e del principato di Monaco. Incerte sono le origini della diocesi, forse eretta nel IV secolo. L'attribuzione alla sede di Mariana dei vescovi Luciano e Leone non è incontrovertibile; il primo vescovo certo è Donato, che prese parte al sinodo romano del 649. Dopo di lui non si conoscono più vescovi fino agli inizi del X secolo.
Fino all'XI secolo, come tutte le diocesi corse, Mariana era diocesi immediatamente soggetta alla Santa Sede. Nel 1092 entrò a far parte della provincia ecclesiastica dell'arcidiocesi di Pisa. Il 19 marzo 1133 passò alla metropolia di Genova con la bolla Iustus Dominus di papa Innocenzo II.
Nel 1119 fu consacrata la cattedrale dedicata alla Beata Vergine Maria, costruita sui resti di quella paleocristiana, che venne restaurata nel 1619.
Il 30 gennaio 1563 il territorio della diocesi si ingrandì con l'annessione di quello della diocesi di Accia, che fu soppressa. Tuttavia ai vescovi di Mariana fu concesso anche il titolo di vescovi di Accia, che mantennero fino alla rivoluzione francese.
Nel 1575 il vescovo Giovanni Battista Centurione istituì il seminario diocesano.
Il 14 marzo 1770, con il breve Cum insula Corsica, papa Clemente XIV concesse a re Luigi XV di Francia il diritto di nomina dei vescovi corsi, riservandosi tuttavia gli antichi diritti spirituali e temporali di cui la Santa Sede godeva da tempo immemorabile sull'isola, in particolare quello di consacrare i nuovi vescovi.
Come gli altri vescovi della Corsica anche quello di Mariana rifiutò la costituzione civile del clero e dovette rifugiarsi in Italia, il suo ex vicario generale Ignace Guasco invece sostenne inizialmente i principi della rivoluzione francese venendo eletto vescovo costituzionale con sede a Bastia, unica sede vescovile rimasta in Corsica dopo le riforme rivoluzionarie e già sede effettiva della diocesi di Mariana, ma si dimise nel 1794 dopo che l'isola era diventata il regno di Corsica sotto protettorato britannico.
La diocesi di Mariana fu soppressa in seguito al Concordato con la bolla Qui Christi Domini di papa Pio VII del 29 novembre 1801 e il suo territorio incorporato in quello della diocesi di Ajaccio.
Dal 2002 Mariana è annoverata tra le sedi vescovili titolari della Chiesa cattolica; dal 24 maggio 2008 il vescovo titolare è Paolo De Nicolò, già reggente della Prefettura della casa pontificia.

## Cronotassi

### Vescovi
- Luciano † (menzionato nel 337 ?)[6]
- Leone † (menzionato nel 591)[7]
- Donato † (menzionato nel 649)
- Lunergio † (menzionato nel 909)
- Loterio † (menzionato nel 940)
- Ildebrando † (prima del 1113 - dopo il 1116)[8]
- Teobaldo † (menzionato nel 1118)
- Ottone Colonna † (1118 - ?)
- Guglielmo † (menzionato nel 1123)
- Tedaldo † (menzionato nel 1126)[8]
- Landolfo † (menzionato nel 1137)[8]
- Pietro † (prima del 1150 circa - dopo il 1158)[8]
- Bartolomeo † (menzionato nel 1160 circa)[8]
- Giuseppe † (menzionato nel 1179)
- Pandolfo † (prima del 1237 - dopo il 1242)[8]
- Opizzone Cortinco † (menzionato nel 1260 circa)
- Guido † (menzionato nel 1278)[8]
- Adamo † (prima del 1283 - dopo il 1298)
- Guido † (circa 1320 - circa 1328 deceduto)
- Vincenzo, O.F.M. † (1º dicembre 1329 - 27 novembre 1342 nominato vescovo di Patti)
- Benvenuto da Fabriano, O.F.M. † (9 giugno 1343 - 1351 deceduto)
  - Domenico da Campo Tassio † (circa 1351 - ? dimesso) (vescovo eletto)
- Raimondo, O.P. † (10 giugno 1351 - ? deceduto)
- Giovanni da Castello, O.F.M. † (7 gennaio 1353 - ? deceduto)
- Pietro Raimondi, O.Carm. † (10 aprile 1364 - ?)
- Niccolò Ligur, O.P. † (8 giugno 1366 - ?)
- Bonaventura † (circa 1380 - ?)
- Giovanni da Omessa † (11 febbraio 1388 - 1428 deceduto)
- Domenico da Orbetello † (19 aprile 1428 - 1433 deceduto)
- Giorgio Fieschi † (10 maggio 1434 - 3 ottobre 1436 nominato arcivescovo di Genova)
- Michele de Germanis † (19 novembre 1436 - 1458 deceduto)
- Girolamo da Montenegro, O.P. † (14 luglio 1458 - 1463 deceduto)
- Leonardo Fornari † (11 gennaio 1465 - dopo il 1492 deceduto)
- Ottaviano Fornari † (20 gennaio 1495 - 27 settembre 1500 deceduto)
- Giovanni Battista Usodimare † (25 settembre 1500 - 1512)
- Giovanni Battista Cybo † (1512 - 1531 dimesso)
  - Innocenzo Cybo † (20 marzo 1531 - 1º dicembre 1531 dimesso)
- Cesare Cybo † (1º dicembre 1531 - 22 giugno 1548 nominato arcivescovo di Torino)
- Ottaviano Cybo † (22 giugno 1548 - ? deceduto)
- Balduino de Balduinis † (17 dicembre 1550 - 30 marzo 1554 nominato vescovo di Aversa)
  - Giovanni Battista Cicala † (20 marzo 1554 - 13 settembre 1560 dimesso) (amministratore apostolico)
- Nicola Cicala † (13 settembre 1560 - 1570 dimesso)
- Giovanni Battista Centurione † (4 settembre 1570 - 1584 dimesso)
- Nicolò Mascardi † (9 aprile 1584 - 1599 deceduto)
- Girolamo Dal Pozzo † (29 novembre 1599 - 1622 dimesso)
- Giulio Dal Pozzo † (11 luglio 1622 - 1645 deceduto)
- Giovanni Agostino Marliani † (15 luglio 1645 - 1656 dimesso)
- Carlo Fabrizio Giustiniani † (10 febbraio 1656 - 1º settembre 1682 deceduto)
- Agostino Fieschi, C.R. † (14 gennaio 1683 - 28 maggio 1685 deceduto)
- Giovanni Carlo de Mari, C.R. † (1º aprile 1686 - 30 aprile 1704 dimesso)
- Mario Emanuele Durazzo † (19 maggio 1704 - giugno 1707 deceduto)
- Andrea della Rocca, C.R.L. † (28 novembre 1707 - marzo 1720 deceduto)
- Agostino Saluzzo † (3 luglio 1720 - 1747 deceduto)
- Domenico Saporiti † (31 luglio 1747 - aprile 1772 deceduto)
- Angelo Edoardo Stefanini † (7 settembre 1772 - 29 gennaio 1775 deceduto)
- Francesco Cittadella † (29 maggio 1775 - 1781 deceduto)
- Pierre Peineau du Verdier, Orat. † (25 febbraio 1782 - 1788 deceduto)
- Ignace-François de Joannis de Verclos † (30 marzo 1789 - maggio 1801 deceduto)

### Vescovi titolari
- Giacomo Lanzetti (21 giugno 2002 - 29 settembre 2006 nominato vescovo di Alghero-Bosa)
- Paolo De Nicolò, dal 24 maggio 2008